# Roger Lagassé
Pour les articles homonymes, voir Lagassé.
Roger Lagassé, né en 1957 à Sainte-Anne-des-chênes dans le Manitoba au Canada, est un enseignant, directeur d'écoles, bibliothécaires, écrivain, homme politique et membres de plusieurs associations culturelles francophones.
Après des études secondaires et universitaires dans le Manitoba, puis dans l'Alberta, Roger Lagassé s'installe en Colombie-Britannique en 1983.

## Écriture
Roger Lagassé est coauteur de plusieurs livres pour enfants en langue française, publié par les Éditions des Plaines dans le Manitoba : La Petite jument blanche en 1981 ; Le Sorcier en 1986 ; Tit-Jean L'Intrépide en 1993.

## Éducation
En 2007, Roger Lagassé a également planifié et enseigné en donnant des cours dans les écoles publiques francophones et pour les élèves des écoles secondaires en Colombie-Britannique. Il s'intéresse également à la culture des Amérindiens et aux langues amérindiennes.

## Politique
En 1989, il s'était présenté à Winnipeg à l'élection du président du Nouveau Parti démocratique en défendant la cause des enfants, mais il n'a obtenu que 58 voix sur 2 400 votants.
En 2011, il fut le candidat du Parti progressiste canadien pour la circonscription électorale fédérale canadienne de West Vancouver—Sunshine Coast—Sea to Sky Country en Colombie-Britannique et se plaçant en cinquième position sur les neuf candidats. Sa campagne électorale était centré contre la guerre, l'anti-impérialisme et le retour des troupes canadiennes au pays. Il proposait également de redistribuer les budgets ministériels vers l'Éducation publique, la santé publique et les transports publics.